# Taunton (Massachusetts)
Taunton je město ve Spojených státech amerických. Nachází se v okrese Bristol County, jehož je hlavním sídlem, ve státě Massachusetts. Ve městě žije přibližně 59 tisíc obyvatel a jeho rozloha činí 125,4 km². Jde o třetí nejlidnatější město v Bristol County po městech New Bedford a Fall River. Město leží na řece Taunton, přičemž 16 kilometrů jižně od města po proudu řeky se nachází Mount Hope Bay. Z hlediska rozlohy je Taunton třetím největším městem v Massachusetts po městech Boston a Barnstable.
Město bylo založeno roku 1637, díky čemuž je jedním z vůbec nejstarších měst v USA. Městu se někdy přezdívá Silver City (město stříbra) díky průmyslu, který zde během 19. století stříbro zpracovával. K roku 2025 byla starostkou města Shaunna O'Connell z Republikánské strany.

## Rodáci
- William Standish Knowles (1917–2012) – americký chemik
- Mildred Wileyová (1901–2000)
- Leon Kamin (1927–2017) – americký psycholog

## Partnerská města
- Taunton, Spojené království
- Angra do Heroísmo, Portugalsko
- Lagoa, Portugalsko